# 男性說教
男性說教（英語：Mansplaining）是一個英語的複合詞（或組合字），由man（人或男人）與splaining（explaining，「解釋」一詞的動名詞態）組合而成，經常帶有貶義，意指「以居高臨下的說教姿態向他人解釋，且認定對方所知甚少（或不把對方的見解當一回事）」，有時又特指男人向女人解釋她已知的事物。
後來，該詞衍生出mansplainer（自以為是或好為人師者）等詞彙。 2012年，mansplainer被《紐約時報》列入「年度熱詞」。

## 參看
- 男性開腿
- 诉诸人身